# Шамбон сир Вуез
Шамбон сир Вуез (фр. Chambon-sur-Voueize) насеље је и општина у централној Француској у региону Лимузен, у департману Крез која припада префектури Обисон.
По подацима из 2011. године у општини је живело 987 становника, а густина насељености је износила 29,39 становника/km². Општина се простире на површини од 33,58 km². Налази се на средњој надморској висини од 330 метара (максималној 510 m, а минималној 320 m).

## Демографија
| 1962. | 1968. | 1975. | 1982. | 1990. | 1999. | 2011. |
| ----- | ----- | ----- | ----- | ----- | ----- | ----- |
| 1.276 | 1.367 | 1.206 | 1.288 | 1.105 | 1.012 | 987   |

График промене броја становника у току последњих година